# Casa Ronco
La Casa Ronco es una biblioteca museo ubicada en Azul, provincia de Buenos Aires, Argentina. Fue inaugurada el 24 de noviembre de 2007. Alberga la colección de libros de Cervantes más grande fuera de España.
Era el hogar del Dr. Bartolomé Ronco, quien vivió allí con su esposa María de las Nieves Clara Giménez, conocida como "Santa",  su hija natural Carlota Margarita y su hijo José (Amendolara), a quien acogió con 9 años de edad. Está ubicada en la calle San Martín N.º 362 esq. Rivadavia (esquina Este). Su fachada es de 50 metros de ancho por ocho de altura y tiene seiscientos metros cuadrados de construcción.
El edificio tuvo que ser refaccionado con urgencia ni bien se donó a la biblioteca con fondos de Bibliotecas Populares dado el avanzado grado de deterioro que presentaba, se hizo nuevamente el revoque y las ornamentaciones respetando el diseño original. Se colocaron rejas en las ventanas por seguridad, se repararon las ventanas y celosías de madera originales.
Además se incorporó un moderno sistema de alarmas y detectores de humo para el resguardo de las colecciones.

## Bartolomé José Ronco

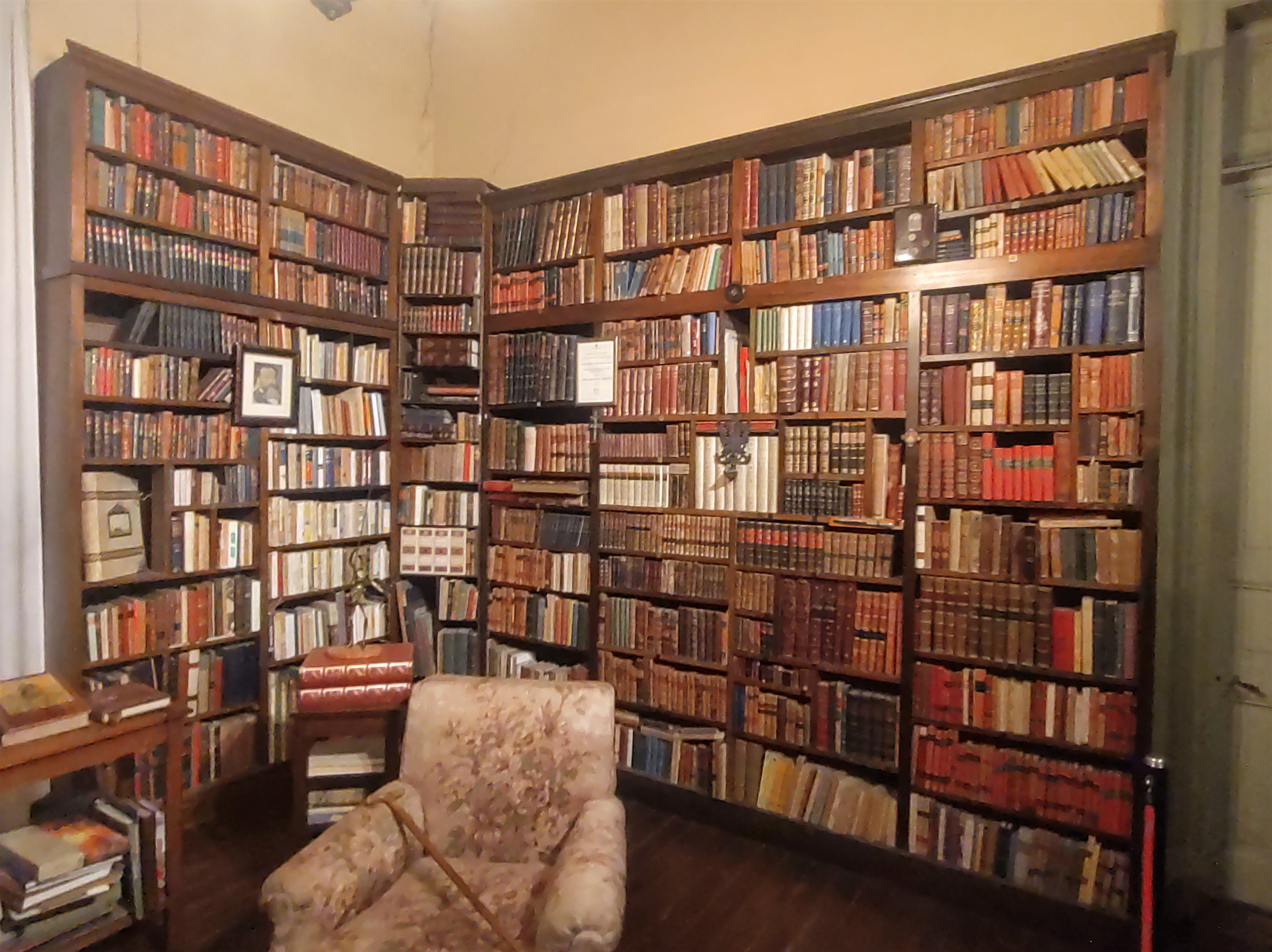
Biblioteca con muy diversas versiones del Quijote

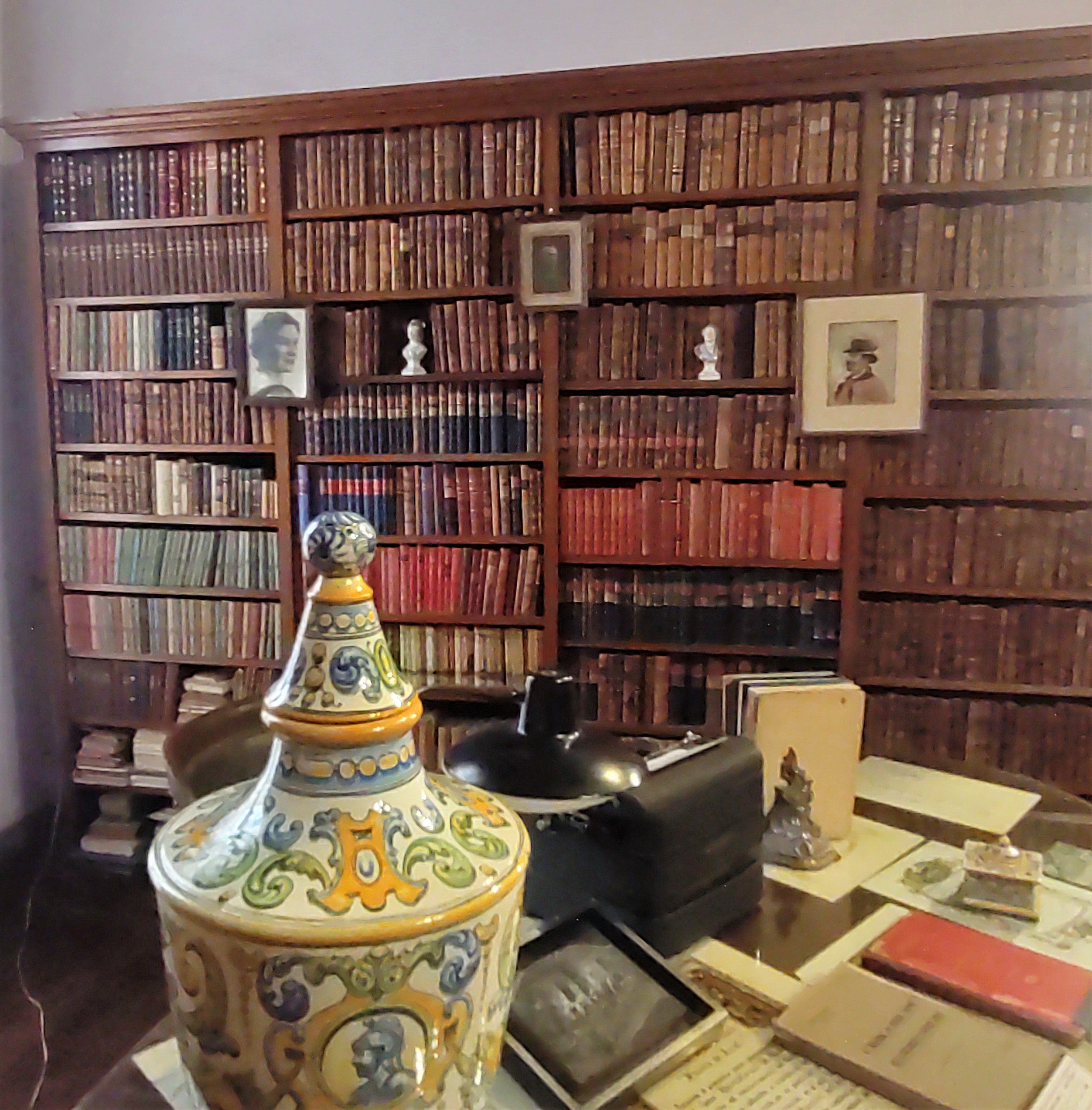

Bartolomé José Ronco, el antiguo propietario de la casa, nació en Buenos Aires el 7 de julio de 1881. Se recibió de abogado en 1905 y se estableció en Bahía Blanca. En 1908 se radicó definitivamente en Azul donde se casó con María de las Nieves Clara Giménez, un año después nació la única hija natural de la pareja, Carlota Margarita.
Pocos años más tarde, acogió a José Amendolara, quien en ese entonces tenía 9 años de edad. El niño había perdido a su padre producto de una enfermedad y su madre, quien se dedicaba a remendar dobladillos de pantalotes por dos pesos cada uno, encontró imposible la posibilidad de mantener y dar una vida digna a sus 9 hijos, de quienes José era el mayor. Así fue como la familia Ronco se solidarizó con el niño y le brindó un hogar.
Fue uno de los socios fundadores del Colegio de Abogados de Bahía Blanca y también del Colegio de Abogados de Costa del Sud.
El doctor declaró en una oportunidad:

Mi vida comienza y recomienza en el momento que la estoy viviendo. Esto, que es casi verdad hasta desde el punto de vista físico, es absolutamente cierto en el aspecto de mis sentimientos y de mis ideas. Pero, mi pasado me ha dejado cosas indestructibles. Lo son, porque, sin morir, renacen todos los días; están en mi propia sustancia; perderlas sería como desintegrarme...

Tras la pérdida de la joven Margarita, de tan sólo quince años, el matrimonio dedicó su vida a diversas obras culturales y benéficas. Desde 1930 hasta su muerte (1952) el Doctor ocupó la presidencia de la Biblioteca Popular de Azul (que hoy lleva su nombre). En 1932 realizó la primera exposición cervantina mostrando a la comunidad su colección al igual que lo había hecho en 1931 con su colección de Martín Fierro. 
En esos años comenzó a desarrollar plenamente su pasión por la carpintería construyendo muebles y todo tipo de piezas, pero especialmente juguetes los cuales regalaba a los chicos que visitabann su taller o encontraba por las calles de la ciudad. "San José de Apillá" era el nombre de esa mágica carpintería que asombraba a sus visitantes con la producción de jugutes que parecían salidos de un cuento de hadas. 
EN 1944 el matrimonio dona a la ciudad una plazoleta denominada "Cantoncillo de Santa Margarita", dedicada a la memoria de la fallecida "Margot".
Finalmente en 1945, Bartolomé Ronco concreta su sueño más anhelado: funda el Museo Etnográfico y Archivo Histórico "Enrique Squirru", para el cual construyó casi todo el mobiliario y donó su colección de platería mapuche y gauchesca.
A los 71 años, el 6 de mayo de 1952, el Doctor Bartolomé José Ronco falleció dejando tras de sí un legado maravilloso. Su "Santa" esposa continuó con su obra y la acrecentó conservando el espíritu quijotesco y "de fierro" que los caracterizó. Ella falleció en 1985 a punto de cumplir cien años de vida.
El amor a "Bartolo" y la fe en su obra la llevaron a legar su hogar y todos los bienes que en él se encontraban a la Biblioteca Popular de Azul "Bartolomé J. Ronco".
La nueva Comisión Directiva de la Biblioteca, conformada en 2007, decidió la apertura de la Casa como museo tras el destacado nombramiento de "Azul ciudad Cervantina de la Argentina", dado por el Centro UNESCO Castilla-La Mancha.
"Sábete Sancho, que no es un hombre más que otro, si no hace más que otro" (El Quijote, cap. XVIII)